# 철원기행
"철원기행"은 2016년에 개봉한 대한민국의 영화이다.

## 캐스팅
- 문창길 : 김성근 역
- 이영란 : 윤여정 역
- 김민혁 : 김동욱 역
- 이상희 : 강혜정 역
- 허재원 : 김수현 역
- 강승민 : 이정수 (제자) 역
- 장준호 : 박창석 (제자) 역
- 고인배 : 교감선생님 역
- 양홍주 : 중국집사장 역
- 박찬윤 : 사진사 역

## 수상
- 2017년 제4회 들꽃영화상 극영화 신인감독상 - 김대환